# Rejon Sîngerei
Rejon Sîngerei – rejon administracyjny w centralnej Mołdawii.

## Demografia
Liczba ludności w poszczególnych latach:
| 1959  | 1970  | 1979  | 1989  | 2004  | 2014  |
| ----- | ----- | ----- | ----- | ----- | ----- |
| 66693 | 83036 | 88844 | 89929 | 87153 | 92600 |